# Паракіно
Пара́кіно (рос. Паракино, ерз. Парынзэле) — село у складі Беликоберезниківського району Мордовії, Росія. Адміністративний центр Паракінського сільського поселення.

## Населення
Населення — 526 осіб (2010; 585 у 2002).
Національний склад (станом на 2002 рік):
- ерзяни — 96 %